# クレセンティア・ブールガン

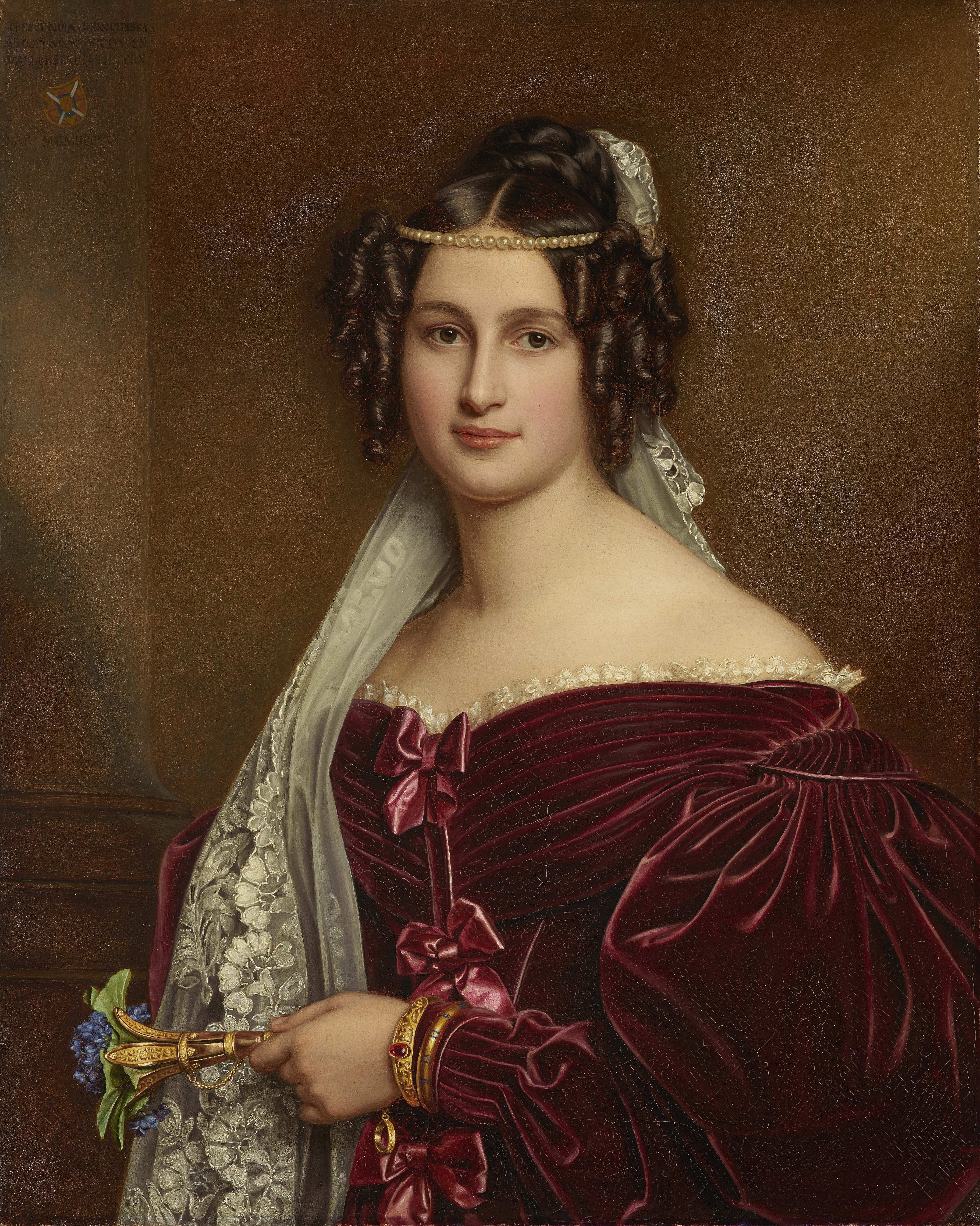
美人画ギャラリーに掲げられたクレセンティアの肖像、J・K・シュティーラー画、1833年

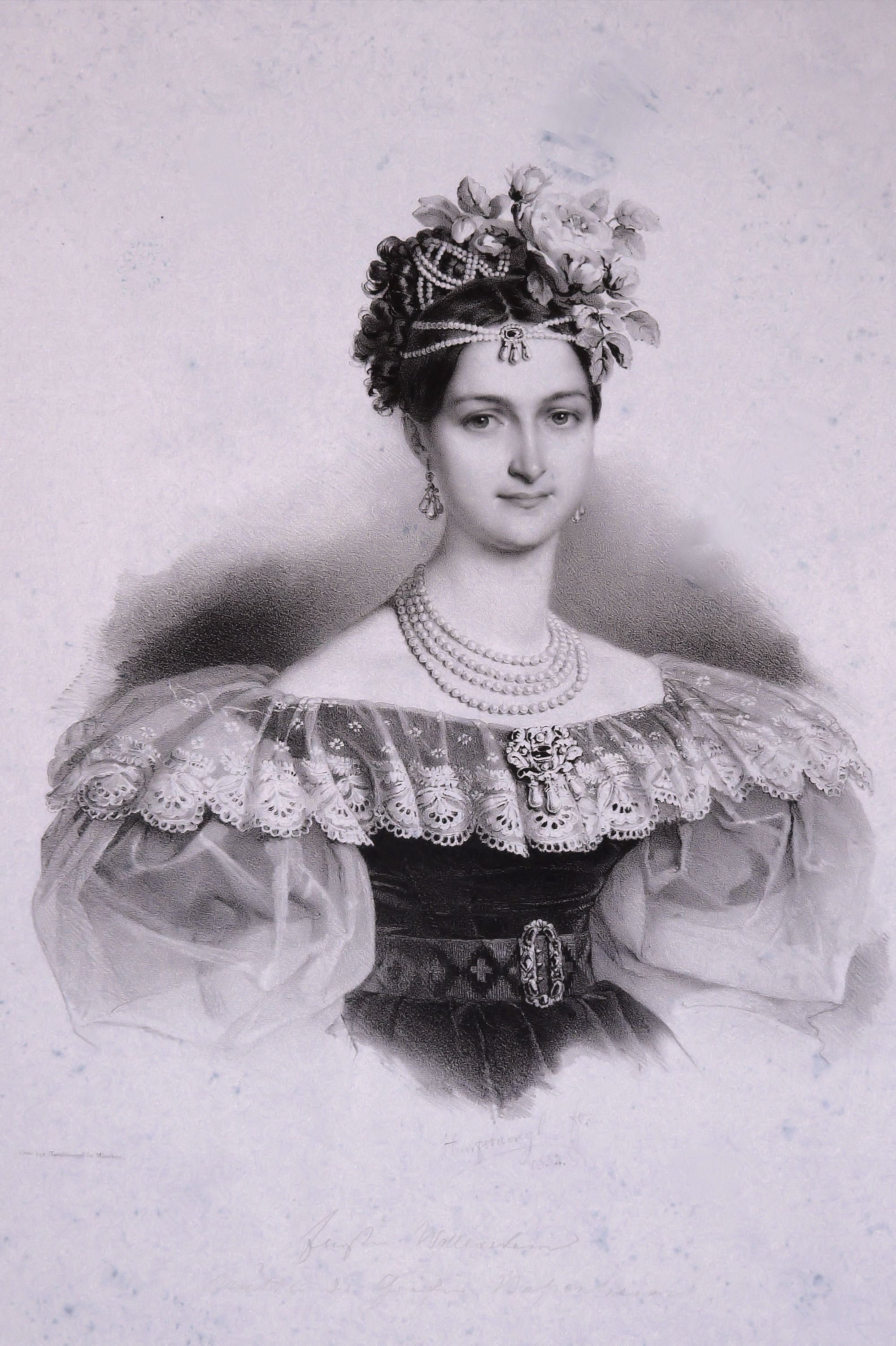
クレセンティア、F・ハンフシュテングル画のリトグラフ、1832年

マリア・クレセンティア・ブールガン（Maria Crescentia Bourgin, 1806年5月3日 フュッセン - 1853年6月22日 ヴァラーシュタイン）は、ドイツ・バイエルン王国の高官であったエッティンゲン＝ヴァラーシュタイン侯ルートヴィヒの最初の妻、貴賤婚配偶者。称号は侯夫人（Fürstin zu Öttingen-Öttingen und Öttingen-Wallerstein）。

## 生涯
フランス東部ブルゴーニュ地方出身で、エッティンゲン＝ヴァラーシュタイン侯家の居城バルデルン城の庭師をしていたニコラ・ブールガン（Nicolas Bourgin）の娘に生まれる。1823年7月7日ボプフィンゲン郊外ケルキンゲンにて、主家である侯家の当主ルートヴィヒ侯と結婚、間に2人の娘をもうけた。
- カロリーネ・アントイネッテ・ヴィルヘルミーネ・フリーデリケ（1824年 - 1883年） - 1843年フーゴー・ヴァルトボット・フォン・バッセンハイム伯爵と結婚
- テレーゼ・ヴィルヘルミーネ・フリーデリケ・クレセンティア（1827年 - 1833年）

シュタンデスヘル身分と平民との結婚は貴賤結婚とされ、ルートヴィヒ侯は家督を弟に譲ることを余儀なくされた。しかし親友であったバイエルン王ルートヴィヒ1世が1825年に即位すると、ルートヴィヒ侯はミュンヘン宮廷において重用され、一時外されていた宮内長官職に復帰し、内務大臣やパリ駐在大使などの職にも就いた。クレセンティアが1853年に死んだ後、ルートヴィヒ侯は伯爵令嬢アルベルティーネ・ラリッシュ（1819年 - 1900年）と再婚して1870年まで生きた。
1833年、ルートヴィヒ王の蒐集する美人画ギャラリーのモデルの1人に選ばれ、肖像画が制作された。長女カロリーネも1843年に美人画ギャラリーのモデルに選ばれ、母子でモデルを務めた唯一の例となった。
ギャラリーを現在飾っているのは1833年版の最初の肖像画ではなく、1836年に宮廷画家ヨーゼフ・カール・シュティーラーが描き直した2枚目のヴァージョンである。現存の肖像画は、1833年版をベースにはしているが、肖像画自体には様々な特色が付け加えられた。画中の侯夫人クレセンティアは、襟布（タッカー）の付いた襟ぐりの深いマルーンのガウンに身を包み、髪にリングレット、レース編みのスカーフ、真珠のヘッドバンドを付けている。背景の柱状物をモチーフとしてより目立たせるため、1833年版よりもモデルの上半身がさらに下部まで描きこまれ、左前腕及びワスレナグサの花を握った左手が付け加わった。

## 引用・脚注
1. 1 2 3  “Joseph Stieler - Crescentia Fürstin von Oettingen-Oettingen und Wallerstein” (英語). www.neumeister.com. 2023年10月27日閲覧。
2. ↑   (ドイツ語) Berliner Kalender: für 1845. Plahn. (1845). p. 46 2021年2月12日閲覧。
3. ↑  Kreisbote
https://www.kreisbote.de › ... › Füssen
Serie »Füssen und seine Historie«: Crescentia von St. Mang in der ..., https://www.kreisbote.de/lokales/fuessen/serie-fuessen-seine-historie-crescentia-mang-schoenheitsgalerie-koenig-ludwig-8594967.html
4. ↑  S. K. Ludovic, "A King's Gallery of Beauty" Strand Magazine (January 1902): 16–23.
5. ↑  Royal Collection Trust
https://www.rct.uk › collection › cre...
[Crescentia Bourgin, Princess of Oettingen-Wallerstein] c. 1833–70, https://www.rct.uk/collection/608937/crescentia-bourgin-princess-of-oettingen-wallerstein